# بوکووه
بوکووه (به لهستانی:  Bukowe) یک روستا در لهستان است که در گمینا زاگوروو واقع شده‌است.